# Peter Koslowski
Peter Koslowski (* 2. Oktober 1952 in Göttingen; † 11. Mai 2012 in Amsterdam) war ein deutscher Philosoph, Wirtschaftswissenschaftler und Wirtschaftsethiker.

## Werdegang
Koslowski war der Sohn des Mediziners Leo Koslowski und dessen Ehefrau Gisela, geborene Nussbaum.
Er studierte an den Universitäten Tübingen, München und Virginia Tech (USA). Er wurde 1979 an der Universität München bei Hermann Krings und Robert Spaemann zum Dr. phil. promoviert, machte dort ein Jahr später sein Diplom zum Volkswirt und war von 1979 bis 1985 Wiss. Assistent am Institut für Philosophie der Universität München.
Von 1985 bis 1987 war er Professor für Philosophie und Politische Ökonomie sowie Leiter des Instituts für das Studium fundamentale der Universität Witten/Herdecke, von 1987 bis 2004 dort außerplanmäßiger Professor für Philosophie und Politische Ökonomie. Von 1987 bis 2001 leitete er als Gründungsdirektor das Forschungsinstitut für Philosophie Hannover, eine katholische Einrichtung. Ab 2004 war er Professor für Philosophie, insbesondere Philosophie des Managements und der Organisationen sowie Geschichte der Philosophie an der Vrije Universiteit Amsterdam (Freie Universität Amsterdam), Niederlande.
Seit seiner Studienzeit war Koslowski Mitglied der K.St.V. Rheno-Bavaria München im Kartellverband katholischer deutscher Studentenvereine. Von 1997 bis 2003 leitete er das Projekt Diskurs der Weltreligionen auf der Expo 2000 Hannover. Von 2002 bis 2003 war er Visiting Scholar-in-Residence und Berater des Liberty Fund in Indianapolis, USA, von 2003 bis 2004 Fellow am International Center for Economic Research, Turin, Italien.
Koslowski wurde mit zwei Ehrendoktortiteln ausgezeichnet (Moskau und St. Petersburg, beide 1998) und ist Träger des Bundesverdienstkreuzes am Bande (7. September 2001). Er war Vorsitzender des Forums für Wirtschaftsethik und Wirtschaftskultur der Deutschen Gesellschaft für Philosophie.

## Wirtschaftsethik
Peter Koslowski ist mit der 1982 erstmals erschienenen Schrift „Ethik des Kapitalismus“ einer der ersten, der in Deutschland das Thema Wirtschaftsethik als eigene Disziplin aufgenommen hat. Er erklärt das Wiederaufkommen der Ethik aus der Krisenerfahrung Anfang der 1970er Jahre als Reaktion der Postmoderne auf das in der Öffentlichkeit entstandene Bewusstsein der Endlichkeit der Welt und der Begrenztheit der Ressourcen. Er spricht gerne in Analogie zur Politischen Ökonomie von der „‚Ethischen Ökonomie’, die nicht nur eine Anwendung der Ethik auf normative Entscheidungsfragen, sondern zugleich Integration ethischer Theoriebestandteile in die positive Analyse des Produktions- und Nachfragezusammenhanges und des Preissystems ist.“ Der Wirtschaftsethik weist er drei Funktionen zu:
1. Legitimation der Wirtschaftsordnung
2. Ethik als Korrektiv des Ökonomieversagens
3. Wirtschaftsethik als angewandt normative Ethik des Wirtschaftens

Philosophisch knüpft Koslowski an die Hermeneutik Friedrich Schleiermachers und Wilhelm Diltheys sowie die sich daraus herleitende ökonomische Theorie der historischen Schule Gustav von Schmollers an. Ökonomie ist ein Aspekt des gesamten gesellschaftlichen Lebens wie auch Kultur, Politik oder Recht. Wirtschaftsethik begründet sich allein schon durch die Nebenwirkungen ökonomischen Handels auf die anderen Lebensbereiche. Die Bestimmung des sittlich Guten erfolgt auf einer diesen Teilsystemen vorgeordneten Ebene:
„Es ist eine der Grundeinsichten des Naturrechts, dass das Gute nicht in einem Prinzip oder Wert ausgedrückt werden kann, sondern unter Berücksichtigung der Totalität der Wirklichkeit als die Verwirklichung der vollkommenen Natur der Sache zu bestimmen ist.“
Die Ökonomie kann nur über die richtige Allokation von Ressourcen Auskunft geben. Welche Zwecksetzungen verfolgt werden, ist hingegen Sache der Ethik. Inhaltlich sieht Koslowski die Wirtschaftsethik als eine deontologische Ethik, die sich einerseits an Kant und andererseits an der matrialen Wertethik von Max Scheler orientiert.
Im wirtschaftlichen Zusammenleben gibt es nach Koslowski in allen historischen und gegenwärtigen Gesellschaften drei Typen des Austausches: den sozial bestimmten Austausch in der Familie, den Austausch auf Märkten und hoheitlichen Zwangstausch. Es ist lediglich eine Frage der Ausprägung, welche Tauschform in welchem Grad zum Zuge kommt. Dabei führt die Geschichte zu einer immer stärkeren Individualisierung, die insbesondere in der Aufklärung stark befördert wurde. Dies führt in modernen Gesellschaften zur Dominanz des Marktes gegenüber den anderen Tauschformen. Im Kapitalismus finden sich drei prägende Strukturmerkmale: Das Privateigentum, das Gewinnstreben und die Koordination der Handlungen durch Märkte.
Den ökonomischen Modellen, die im Markt eine Institution sehen, die zu einem Optimum führt, liegen idealisierte Annahmen zugrunde, die in der Praxis niemals gegeben sind. Danach gibt es eine ausreichend große Anzahl von Anbietern und Nachfragern, Anpassungen erfolgen ohne Kosten und Zeitverlust und die Durchsetzung der Marktbedingungen erfolgt ohne Transaktionskosten. In der Praxis bedarf es Mechanismen, die die Abweichungen von den idealen Bedingungen kompensieren. So haben sich im Handelsbrauch Zuverlässigkeit und Vertrauen als besondere ethische Werte herausgebildet. Allerdings besteht bei rein ethisch begründeten Regelungen das Schwarzfahrer-Problem. Je größer der Markt und je geringer die soziale Kontrolle, umso größer ist die Gefahr, dass sich einzelne auf Kosten der Gesamtheit ungerechtfertigt bereichern. Koslowski sieht hierin eine Dilemma-Situation (Gefangenendilemma), die aufgrund der unvollständigen Information und der dadurch begründeten Unsicherheit nicht zu überwinden ist. Neben dem Marktversagen ist daher ein Ethikversagen wahrscheinlich. Der alleinige Ausweg ist die Überzeugung, dass es extern bestimmte Werte zum Beispiel in der Religion, im Naturrecht oder in regulativen Ideen (Kant) gibt, die den Einzelnen zu einem ethischen Verhalten veranlassen.
Als angewandte normative Ethik ist die Wirtschaftsethik ein Mittel zur Verbesserung der Koordination von Wirtschaft und Gesellschaft.
„Die angewandte Wirtschaftsethik analysiert, kritisiert und formuliert diejenigen Tugenden oder Präferenzen für Güter und Werte und diejenigen Pflichten, die für Menschen, die in der Wirtschaft und in Wirtschaftsunternehmen arbeiten, gelten sollen.“
Aufgabe der Wirtschaftsethik ist es, die Maßstäbe für Sachgerechtigkeit und Tauschgerechtigkeit aufzuzeigen. Sachgerecht heißt, der ökonomischen Rationalität zu folgen. Verzerrungen, die zu unfairen Ergebnissen führen wie unlauterer Wettbewerb, Schmiergeld oder Korruption sind aus dieser Perspektive ethisch verboten wie alle anderen Praktiken und Strukturen, die die Effizienz der Allokation der Ressourcen beeinträchtigen. Wer auf solche, den Markt störende Handlungen verzichtet, handelt ethisch gut. Tauschgerechtigkeit bedeutet Sachgerechtigkeit der Preisbildung, das heißt faire Maßstäbe zur Ermittlung gerechter Preise, die zur wechselseitigen Vorteilhaftigkeit einer ökonomischen Handlung führen. Das Ausnutzen von Marktmacht oder Täuschungen über die Produktqualität, durch die unangemessene Preise realisiert werden, sind in diesem Sinne als ethisch verwerflich einzustufen.
Als präskriptive Disziplin hat die Wirtschaftsethik eine überleitende Funktion zum Recht, in dem die normativen Vorstellungen kodifiziert werden, um ihre Durchsetzbarkeit auch durch Zwang zu gewährleisten.

## Werbung
Im Dezember 2009 machte Koslowski Werbung für die Initiative Neue Soziale Marktwirtschaft. Er wurde für die PR-Kampagne „Soziale Marktwirtschaft macht’s besser… weil sie Kapitalismus mit menschlichem Antlitz ist.“ engagiert.

## Werke
- Prinzipien der Ethischen Ökonomie. Grundlegung der Wirtschaftsethik, Mohr Siebeck, 1988, 2. Aufl. 1994, engl., franz., russ., chin., span. Übersetzung.
- Ethik des Kapitalismus, 1982, 7. Aufl. 2010, engl., chin., japan., span., korean. Übersetzung.
- Gesellschaftliche Koordination. Eine Theorie der Marktwirtschaft, 1991.
- Die Ordnung der Wirtschaft, 1994.
- Politik und Ökonomie bei Aristoteles, 1976.
- Gesellschaft und Staat. Ein unvermeidlicher Dualismus, Klett-Cotta, 1982, russ. Übersetzung.
- Evolution und Gesellschaft. Eine Auseinandersetzung mit der Soziobiologie, 1984, 2. Aufl. 1989, engl., russ., franz. Übersetzung.
- Staat und Gesellschaft bei Kant, 1985.
- Die postmoderne Kultur, C.H. Beck, 1987, 2. Aufl. 1988, ital., russ., chin., japan., ukrain. Übersetzung.
- Wirtschaft als Kultur, Passagen Verlag, 1989.
- Nachruf auf den Marxismus-Leninismus, 1991, russ. Übersetzung.
- Der Mythos der Moderne. Die dichterische Philosophie Ernst Jüngers, 1991, russ. Übersetzung.
- Gnosis und Theodizee. Eine Studie über den leidenden Gott des Gnostizismus, 1993.
- Ethik der Banken und der Börse, Mohr Siebeck, Tübingen 1997 (auch engl. und span.)
- Philosophien der Offenbarung. Antiker Gnostizismus, Franz von Baader, Schelling, F. Schöningh Verlag, 2001, 2. Aufl. 2003.
- Ethik der Banken. Folgerungen aus der Finanzkrise, Wilhelm Fink Verlag, 2009. Englische Übersetzung The Ethics of Banking. Conclusions from the Financial Crisis, Springer Science + Business Media, 2011.

Herausgeber u. a. der Buchreihen Studies in Economic Ethics and Philosophy, seit 1991, und Diskurs der Weltreligionen, 2000–2002, engl. A Discourse of the World Religions, 2000–2003.
Herausgeber u. a.:
- Friedrich Gentz: The Origin and Principles of the American Revolution, Compared with the Origin and Principles of the French Revolution (1800), edited and with an Introduction by Peter Koslowski, translated by John Quincy Adams (6th President of the United States of America) 1800 from the German original, Liberty Fund 2009, Chinesische Übersetzung in Vorbereitung. Freie Ausgabe verfügbar online: http://oll.libertyfund.org/index.php?option=com_staticxt&staticfile=show.php%3Ftitle=2376&Itemid=28
- Lebensverlängerung – Sterbensverlängerung. Die klinische Medizin vor der Herausforderung des Lebensendes, Wilhelm Fink Verlag, 2012.
- Endangst und Erlösung 2: Rechtfertigung, Vergeltung, Vergebung, Erlösung, Wilhelm Fink Verlag, 2011.
- The Theory of Ethical Economy in the Historical School, 1995.
- Die Folgen des Hegelianismus. Philosophie, Religion und Politik im Abschied von der Moderne, 1998.
- The Social Market Economy. Theory and Ethics of the Economic Order, 1998.
- Shareholder Value und die Kriterien des Unternehmenserfolgs, 1999.
- Wirtschaftsethik – Wo ist die Philosophie? 2001.
- Philosophische Religion. Gnosis zwischen Philosophie und Theologie, 2006.

Mitherausgeber u. a.:
- Ökonomisierung und Kommerzialisierung der Gesellschaft. Wirtschaftsphilosophische Unterscheidungen (mit Matthias Kettner), Wilhelm Fink Verlag, 2011.
- Wirtschaftsethik in der Medizin. Wie viel Ökonomie ist gut für die Gesundheit? (mit Matthias Kettner), Wilhelm Fink Verlag, 2011.
- Endangst und Erlösung 1 (mit Friedrich Hermanni), Wilhelm Fink Verlag, 2009.
- Der freie und der unfreie Wille. Philosophische und theologische Perspektiven (mit Friedrich Hermanni), 2004.
- Ambivalenz – Ambiguität – Postmodernität. Begrenzt Eindeutiges Denken (mit Richard Schenk), 2004.
- Business Ethics and the Electronic Economy (mit Christoph Hubig und Peter Fischer), 2004, deutsche Übersetzung.
- Wirtschaftsethik der Globalisierung (mit Karl Homann und Christoph Lütge), 2005, engl. Übersetzung.
- Ethik des Konsums (mit Birger P. Priddat), 2006.
- Die Vernunft des Glaubens und der Glaube der Vernunft. Die Enzyklika Fides et Ratio in der Debatte zwischen Philosophie und Theologie (mit Anna Maria Hauk), 2007.
- Bittere Arznei. Wirtschaftsethik und Ökonomik der pharmazeutischen Industrie (mit Aloys Prinz), 2008.
- Maschinen, die unsere Brüder werden. Mensch-Maschine-Interaktion in hybriden Systemen (mit Christoph Hubig), 2008.
- Endangst und Erlösung 1 (mit Friedrich Hermanni), Wilhelm Fink Verlag, 2009.